# La Mélodie du bonheur (comédie musicale)
Pour les articles homonymes, voir La Mélodie du bonheur.
La Mélodie du bonheur (The Sound of Music) est une comédie musicale composée par Richard Rodgers sur des paroles de Oscar Hammerstein II. Elle est inspirée de la biographie familiale de Maria Augusta Trapp, La Famille des chanteurs Trapp.

## Genèse
C’est après avoir visionné le film allemand de 1956 Die Trapp-Familie que Richard Halliday et Leland Hayward décident d’en faire une pièce pour Broadway. Le scénario est confié à Howard Lindsay et Russel Crouse qui se basent sur le livre La Famille des chanteurs Trapp de Maria Augusta Trapp. Leur première idée est de reprendre le répertoire des tournées de la famille von Trapp et de créer seulement une ouverture.
La composition de cette ouverture est confiée à Richard Rodgers et Oscar Hammerstein II. Devant l’intérêt de l’intrigue, ils proposent et obtiennent de composer la musique de l’ensemble de la pièce. Les librettistes ayant déjà signé leurs contrats, Oscar Hammerstein II n’écrit que les paroles des chansons que Richard Rodgers met en musique.

## Accueil
Après 5 jours d'avant-premières, la première de The Sound of Music est donnée le 16 novembre 1959 à Broadway au Théâtre Lunt-Fontanne à New York.

## Synopsis
Ce texte est le synopsis de la version scénique présentée à Broadway en 1959 – il ne tient pas compte du livre duquel est tiré la pièce, des éventuelles modifications apportées aux reprises, ou du scénario du film de 1965.
Acte I
En Autriche, juste avant la Seconde Guerre mondiale, les moniales d’une abbaye à Salzbourg, chantent le Dixit Dominus (Praeludium). L’une des postulantes, Maria, est manquante : dans la montagne, elle exprime son regret de quitter ses collines (The Sound of Music/Le son de la musique). La mère abbesse et les religieuses se questionnent sur ses fugues et sa vocation (Maria). Maria explique à la mère abbesse qu’elle a été comme appelée par la montagne, la mère abbesse se joint à elle pour parler de ses choses favorites (My Favourite Things/Mes choses préférées). Elle lui demande alors de quitter pour quelque temps le couvent afin de mieux discerner son appel à la vie monastique. Les sept enfants du Capitaine von Trapp ont justement besoin d’une gouvernante, et Maria restera auprès d’eux jusqu’en septembre.
Dans sa villa, le Capitaine von Trapp informe Franz, le majordome, et Frau Schmidt, la femme de charge, de l’arrivée d’une nouvelle gouvernante. À l’arrivée de Maria, il appelle ses enfants à l’aide d’un sifflet et il lui présente Liesl, Friedrich, Louisa, Kurt, Brigitta, Marta et Gretl. Il lui demande d’apprendre leurs signaux individuels, mais elle refuse. Restée seule avec les enfants, elle leur propose de chanter. Voyant qu’ils ne le savent pas, elle leur apprend les rudiments de la musique (Do-Re-Mi).
Le soir, alors que le Capitaine est parti pour Vienne, Rolf, un jeune postier, apporte un télégramme à Franz, et passe un moment avec Liesl. Rolf lui affirme qu’il sait ce qu'elle doit faire parce qu’il est son aîné (You Are Sixteen/Vous avez seize ans). À l’heure de se coucher, Frau Schmidt apporte à Maria du tissu pour qu’elle se confectionne de nouveaux vêtements, en remplacement des siens qui ont été donnés aux pauvres. Maria lui demande alors du tissu pour faire des vêtements de jeux pour les enfants, mais Frau Schmidt lui réplique que les enfants von Trapp « ne jouent pas, ils marchent ». Alors que Maria dit sa prière du soir, Liesl rentre par sa fenêtre. Effrayés par l’orage, les autres enfants arrivent aussi et Maria les réconforte en chantant "My Favourite Things/Mes choses préférées".
Le Capitaine von Trapp revient un mois plus tard avec la baronne Schraeder et Max, un ami. Alors que le capitaine cherche les enfants, la baronne Schraeder explique à Max la difficulté d'aimer, car seuls les pauvres ont le temps d’aimer (How Can Love Survive/Comment l'amour peut-il survivre?).
Alors que Rolf recherche Liesl dans la maison, il est surpris par le Capitaine. Rolf l’accueille par le salut nazi, le Capitaine furieux lui ordonne de sortir. Les enfants, portant les vêtements de jeu que Maria leur a fabriqués avec le tissu de ses anciennes tentures, se présentent enfin devant le Capitaine. Celui-ci, furieux, les envoie se changer. Questionnée, Maria lui répond avec aplomb et se fait renvoyer. Il entend alors les enfants qui chantent The Sound of Music/Le son de la musique (Reprise)à la baronne Schraeder. Le capitaine se joint à eux. Alors que Maria quitte la maison, le Capitaine lui présente ses excuses, lui demande de rester, et la remercie d’avoir ramené la musique dans sa maison.
Pour présenter la baronne Schraeder à ses amis, le capitaine organise un bal. Kurt demande à Maria de lui apprendre à danser le Laendler. Pendant qu’ils dansent, le capitaine prend la place de Kurt. Face-à-face avec le Capitaine, Maria s’arrête, gênée et confuse.
Brigitta discute avec Maria du mariage prévue entre la baronne Schraeder et son père. Brigitta pense que Maria est amoureuse de son père, et que lui-même n’est pas insensible. La baronne Schraeder demande au Capitaine de laisser les enfants dire bonsoir aux invités en chantant So Long, Farewell/Si longtemps, adieu. Max est étonné du talent des enfants et il décide de les produire au Festival qu’il organise. Émue par cette soirée et le sentiment qu'elle se découvre éprouver envers le Capitaine, Maria fuit vers l’abbaye.
À l’abbaye, elle demande à la mère abbesse de prononcer ses vœux monastiques, mais celle-ci se rend compte qu’elle fuit ses sentiments. Elle lui demande de faire face et de retourner chez les von Trapp (Climb Ev'ry Mountain/Grimpez chaque montagne).
Acte II
À la villa des von Trapp, alors que les enfants se plaignent du départ de Maria, le Capitaine leur annonce que la baronne sera leur nouvelle mère. Ils essaient de se remonter le moral en chantant sans enthousiasme My Favourite Things/Mes choses préférées, jusqu’à ce qu’ils entendent la voix de Maria se joindre aux leurs : elle revient. Max et la baronne discutent avec le Capitaine de l’imminence de l’annexion de l’Autriche, (No Way to Stop It/Pas moyen de l'arrêter). Devant la rigidité du Capitaine et l'évidence des sentiments que Maria lui inspire, la baronne accepte de rompre leurs fiançailles et de s'effacer ; elle retourne à Vienne. Laissés seuls, le capitaine et Maria s'avouent leur amour mutuel (An Ordinary Couple/Un couple ordinaire). Pour leur mariage, comme musique de procession, les religieuses reprennent Maria (Wedding Processional/Processionnel de mariage).
Alors que le capitaine et Maria sont en voyage de noces à Paris, Max prépare les enfants à se produire au festival de Salzbourg. À leur retour, le capitaine apprend le projet de Max et s'y oppose à nouveau. Liesl demande des conseils à Maria sur les peines de cœur (Sixteen Going On Seventeen/Seize d'aller sur dix-sept (Reprise)). Rolf, en uniforme militaire, apporte alors un télégramme pour le Capitaine, et sans même regarder Liesl, il refuse de le donner à Maria pour le confier à Franz. Le Télégramme enjoint au Capitaine de rejoindre rapidement un commandement de navire à Bremerhaven, dans la marine allemande. Le Capitaine et Maria décident de fuir secrètement d’Autriche. L’amiral allemand von Schreiber arrive à ce moment pour reprocher au Capitaine de ne pas avoir répondu au télégramme. Apprenant qu’il vient de rentrer de son voyage de noces, il s’adoucit mais exige qu'il parte immédiatement. Maria réplique qu’ils sont tous attendus pour chanter au concert le soir même : l’amiral accepte d’attendre la fin du concert.
Lors du concert, Maria, le capitaine et les enfants chantent Do-Re-Mi (Reprise). Ensuite, le Capitaine chante avec émotion Edelweiss, chanson par laquelle cette fleur devient une déclaration de loyauté à l’Autriche, reprise par tout le public... excepté les autorités militaires nazies. Ils finissent en chantant So Long, Farewell/Si longtemps, adieu (Reprise). Max annonce enfin les gagnants en retardant le plus possible l’annonce du premier prix, décerné à la famille von Trapp. Comme ils n’apparaissent pas, les troupes nazies s'aperçoivent de leur fuite et se lancent à leur poursuite. La famille von Trapp commence par se cacher au couvent. Rolf les trouve, les met en joue, veut appeler son lieutenant mais apercevant Liesl, décide de ne pas agir. La famille arrive à s'échapper en voiture... ; celles de leurs poursuivants sont stoppées par un petit "bricolage" des sœurs, complices des von Trapp dans leur fuite ; elles les avaient informés de ce que les frontières venaient tout juste d’être fermées. Le Capitaine et Maria poursuivent leur fuite par les montagnes Climb Ev'ry Mountain/Grimpez chaque montagne (Reprise).

## Adaptations
Pour écrire leur scénario, les librettistes reprennent la biographie de Maria Augusta Trapp, La Famille des chanteurs Trapp. Ils ne gardent que la première partie du livre, celle qui se passe en Autriche, et effectuent plusieurs arrangements et simplifications :
- La durée de l'action est réduite pour ne se dérouler qu'en quelques mois, au lieu de plus d'une dizaine d'années. Maria et le Capitaine von Trapp se marièrent en effet le 26 novembre 1927[4] et ils vécurent en Autriche jusqu'à l'été 1938[5].
- Maria est, dès son arrivée chez le Capitaine von Trapp, la gouvernante de tous les enfants. Elle le devint effectivement très vite, mais elle fut en réalité envoyée pour un seul des enfants[6].
- Les personnages sont simplifiés et leurs caractères caricaturés :
  - Les prénoms des enfants sont changés – en partie pour éviter la confusion entre Maria et une fille du capitaine qui s'appelait aussi Maria. De son premier mariage, le capitaine Trapp avait eu 7 enfants : Rupert né en 1911, Agathe née en 1913, Maria née en 1914, Werner né en 1915, Hedwig née en 1917, Johanna née en 1919 et Martina née en 1921.
  - Le personnage de Rolf, et sa relation amoureuse avec Liesl, est ajouté. C'est sans doute pour cela que l'aîné des sept enfants, qui était un garçon[7], est remplacé par une fille.
  - La baronne Matilda « qui règne sur tout le ménage »[8] devient Frau Schmidt, la femme de charge.
  - La baronne Elsa Schraeder prend la place de la princesse Yvonne[8].
  - Le personnage de l'oncle Max Detweiler est créé pour remplacer l'abbé Wasner qui sera le directeur musical de la famille des chanteurs Trapp durant de longues années[9].

## Créateurs
Les rôles de la première à Broadway en 1959 sont créés par:
- Maria Rainer : Mary Martin
- Capitaine Georg von Trapp : Theodore Bikel
- Liesl von Trapp : Lauri Peters
- Friedrich von Trapp : William Snowden
- Louisa von Trapp : Kathy Dunn
- Kurt von Trapp : Joseph Stewart
- Brigitta von Trapp : Marilyn Rogers
- Marta von Trapp : Mary Susan Locke
- Gretl von Trapp : Evanna Lien
- Sœur Berthe : Elizabeth Howell
- Sœur Margaretta : Muriel O'Malley
- Sœur Sophia : Karen Shepard
- La mère abbesse : Patricia Neway
- Max Detweiler : Kurt Kasznar
- Elsa Schraeder : Marion Marlowe
- Frau Schmidt : Nan McFarland
- Franz : John Randolph
- Rolf Gruber : Brian Davies

## Musique
La musique de La Mélodie du bonheur fut composée par Richard Rodgers sur des paroles de Oscar Hammerstein II. Elle comporte les numéros musicaux suivants, dans l'ordre d'interprétation :
Acte I :
- Preludium – Chœur
- The Sound of Music – Maria Rainer
- Maria – La mère abbesse, Sœur Margaretta, Sœur Berthe et Sœur Sophia
- My Favorite Things – Maria Rainer et la mère abbesse
- Do-Re-Mi – Les enfants et Maria Rainer
- You Are Sixteen – Liesl von Trapp et Rolf Gruber
- The Lonely Goatherd – Maria Rainer et les enfants
- How Can Love Survive? – Elsa Schraeder, Max Detweiler et le Capitaine Georg von Trapp
- The Sound of Music (reprise) – Maria Rainer, le Capitaine Georg von Trapp et les enfants
- Laendler – Instrumental
- So Long, Farewell – Les enfants
- Climb Ev'ry Mountain – La mère abbesse

Acte II :
- No Way to Stop It – Capitaine Georg von Trapp, Max Detweiler et Elsa Schraeder
- An Ordinary Couple – Maria Rainer et le Capitainre Georg von Trapp
- Wedding Processional – Chœur
- You Are Sixteen (reprise) – Maria Rainer et Liesl von Trapp
- Do-Re-Mi (reprise) – Maria Rainer, le Capitaine Georg von Trapp et les enfants
- Edelweiss – Le Capitaine Georg von Trapp, Maria Rainer et les enfants
- So Long, Farewell (reprise) – Maria Rainer, Le Capitaine Georg von Trapp et les enfants
- Climb Ev'ry Mountain (reprise) – Chœur

Un enregistrement par les créateurs de l'œuvre à Broadway sortit en 1959. Il fut réédité sur CD en 1998.
Pour le film de Robert Wise sorti en 1965, et tiré de la comédie musicale, Richard Rodgers fera quelques ajouts et suppressions dans sa partition. Voir la page du film.

## Récompenses
En 1960, The Sound of Music remporte 5 Tony Awards dont celui de la Meilleure Comédie musicale.
| Prix                           | Lauréat ? | Nommé(s) |
| ------------------------------ | --------- | --- |
| Meilleure Comédie musicale     | Lauréat   | Livret de Howard Lindsay et de Russel Crouse ; Paroles de Oscar Hammerstein II ; Musique de Richard Rodgers ; Produit par Leland Hayward, Richard Halliday, Richard Rodgers et Oscar Hammerstein II. |
| Meilleure Actrice              | Lauréat   | Mary Martin (Maria) |
| Meilleur Second rôle féminin   | Lauréat   | Patricia Neway (La mère abbesse) |
| Meilleurs Décors               | Lauréat   | Oliver Smith |
| Meilleure Direction musicale   | Lauréat   | Frederick Dvonch |
| Meilleure Second rôle masculin | Non       | Theodore Bikel (Capitaine Georg von Trapp) |
| Meilleure Second rôle masculin | Non       | Kurt Kasznar (Max Detweiler) |
| Meilleur Second rôle féminin   | Non       | Lauri Peters (Liesl) avec Kathy Dunn (Louisa), Evanna Lien (Gretl), Mary Susan Locke (Marta), Marilyn Robers (Brigitta), William Snowden (Friedrich) et Joseph Stewart (Kurt)                        |
| Meilleur Metteur en scène      | Non       | Vincent J. Donehue |

Lauri Peters (Liesl) remporte un Theatre World Award en 1960.

## Reprises

### 1981, Londres, comédie musicale
En 1981, le producteur Ross Taylor sollicite Petula Clark pour le rôle principal. À 51 ans, elle s'estime trop âgée pour jouer le rôle de Maria de façon convaincante, mais Ross insiste et la fait signer pour cette nouvelle version qui jouera à l'Apollo Victoria Theatre à Londres. Il s'agira de la plus grande vente anticipée dans l'histoire du théâtre britannique.[réf. nécessaire]
Après le premier spectacle, Clark reçoit des critiques élogieuses. Maria Augusta Trapp, présente à la soirée de première, la décrit comme la meilleure Maria jamais représentée. En raison de la demande sans précédent, Petula Clark prolongea son contrat initial de six mois, pour l'amener à treize mois. Jouant à 101 % de la capacité d'allocation des places, le spectacle vend un nombre record de places durant la semaine du 26 au 31 octobre 1981, plus que n'importe quelle production musicale britannique dans l'histoire. Ce record figure au livre Guinness des records.[réf. nécessaire]
Ce fut la première mise en scène à incorporer les deux chansons supplémentaires que Rodgers avait composé pour la version cinématographique.

### 1995, Stockholm, comédie musicale
En 1995, La Mélodie du bonheur débarque dans la capitale suédoise sous le titre original The Sound of Music. Les rôles principaux y sont interprétés par deux grandes stars suédoises : Carola et Tommy Körberg. Carola obtint, cette même année, le masque d'or ((sv) guldmasken) de la meilleure actrice pour sa prestation.[réf. nécessaire]

### 2005, Vienne, comédie musicale
En février 2005, pour la première fois en Autriche, le Volksoper à Vienne présente cette comédie musicale.

### 2009, Paris, comédie musicale
Aussi étonnant que cela puisse paraître et alors que Londres ou New York en ont constamment une version à l’affiche, il faudra attendre décembre 2009 pour que le public parisien puisse voir The Sound of Music sur scène. Pour fêter le 50e anniversaire de l'œuvre, Jean-Luc Choplin - Directeur général du Théâtre du Châtelet, confie pour la création française la direction musicale à Kevin Farrell à la tête de l’Orchestre Pasdeloup, la mise en scène à Emilio Sagi, la chorégraphie à Sarah Miles, les décors à Daniel Bianco et les costumes à Jesus Ruiz. Tenu par l'exigence du Théâtre du Châtelet de présenter les œuvres en langues originales le spectacle est proposé en anglais sur-titré, les parties chantées comme celles parlées,.
Dans sa note d'intention à l'occasion de la présentation de la création parisienne de l'œuvre, le metteur en scène Emilio Sagi écrit : « The Sound of Music est une œuvre pleine de fraîcheur et de joie qui, usant de la légèreté, véhicule un message de liberté très fort. Pour autant, en faire une lecture politique serait une erreur : il faut parvenir à préserver cette fraicheur, le message n’en sera que plus audible. The Sound of Music est un ouvrage musical extraordinaire, très accompli, que j’aborderai comme un opéra. L’œuvre est extrêmement connue et, si je tiendrai compte de la tradition qui s’y attache, j’espère en donner une lecture pleine de surprises. »
Distribution des personnages principaux de la création parisienne :
- Maria Rainer : Sylvia Schwartz / Julie Fuchs / Christine Arand
- Capitaine Georg von Trapp : Rod Gilfry
- Mère Abbesse : Kim Criswell
- Baronne Elsa Schraeder : Christine Arand / Jeni Bern
- Max Detweiler : Laurent Alvaro
- Liesl : Carin Gilfry
- Rolf Grüber : James McOran-Campbell

Cette version reprend les chants présentés à Broadway en 1959, à l'exception de An Ordinary Couple qui est remplacé par Something Good écrit plus tardivement pour le film de 1965.
En décembre 2011, cette production de The Sound of Music revient au Théâtre du Châtelet, avec la même équipe artistique.
Nouvelle distribution des personnages principaux :
- Maria Rainer : Katherine Manley
- Capitaine Georg von Trapp : William Dazeley
- Mère Abbesse : Lisa Milne
- Baronne Elsa Schraeder : Christine Arand
- Max Detweiler : Nicholas Garrett
- Liesl : Rebecca Bottone
- Rolf Grüber : James McOran-Campbell

### 2010, Montréal et tournée régionale, comédie musicale
Juste pour rire présente une version française, dans une adaptation québécoise signée par Yves Morin, la fameuse comédie musicale La Mélodie du bonheur. Elle est d'abord présenté à la Salle Pierre-Mercure, puis est déménagée dans une plus grande salle au Théâtre St-Denis. Elle est la pièce vedette du festival Juste pour rire en 2010, poursuit jusqu'en automne, puis à l'hiver 2011. La pièce prend l'affiche tout l'été 2011 à la Salle Albert-Rousseau à Québec. En 2012, une tournée s'arrête dans les villes de Trois-Rivières (Salle J.-Antonio-Thompson), Drummondville (Maison des Arts), Laval (Salle André-Mathieu), Québec (Salle Albert-Rousseau) et Gatineau (Salle Odyssée). La pièce reprend l'affiche pour le temps des fêtes 2013 - 2014, de retour au Théâtre St-Denis
La mise en scène est assurée par Denise Filiatrault.
- Direction musicale : Pierre Benoît
- Direction vocale : Monique Fauteux
- Chorégraphies : Monik Vincent
- Assistance à la mise en scène : Marie-Hélène Dufort
- Assistance à la direction musicale et répétitrice : Lucie Cauchon
- Décors : Jean Bard
- Costumes : Suzanne Harel
- Design sonore : Martin Léveillé
- Accessoires : Alain Jenkins
- Chef machiniste: Luc Turcotte
- Chef éclairagiste : Robert Paradis
- Chef cintrier : Michel Dussault
- Chef habilleuse : Érika Blais Adam

Distribution des rôles :
- Capitaine von Trapp : Robert Marien (2010 - 2011), Yves Soutière (2012 à 2014)
- Maria : Florie Gauthier-Valiquette (2010 - 2011), Catherine B. Lavoie (2011 à 2014)
- La mère Abbesse : Noëlla Huet
- Liesl von Trapp : Marie-Pierre de Brienne
- Rolf Grüber : Hugo Lapierre
- Max Detweiler : Normand Carrière (2010 - 2011), Sylvain Scott (2012 à 2014)
- Baronne Schraeder : Isabelle Lemme (2010 - 2011), Marie-Claude Michaud (2012 à 2014)
- Sœur Marguaretta : Claudine Paquette
- Sœur Berthe : Marie-Claude Michaud (2010 - 2011), Christina Tannous (2012 à 2014)
- Sœur Sophia : Élisabeth Lenormand
- Admiral Von Schreiber : Jean-François Blanchard (2010 à 2012), Stéphane Jacques (2012 à 2014)
- Herr Zeller : Thiéry Dubé
- Frau Schmidt : Marie-Christine Perreault
- Franz : Stéphane Jacques (2010), Marco Ramirez (2011 - 2013 - 2014), Vitali Makarov (2012)
- Baronne Elberfeld : Dorothéa Ventura
- Rôles divers : Daniel Delisle (2010 - 2014), Martin Skorek (2012)
- Friedrich von Trapp : Jérémie Boivin-Côté (2010 - 2011), Ludovic Rolland-Marcotte (2010), Félix Lemelin (2011 - 2012), Lambert Julien (2011), François Boucher (2013 - 2014)
- Louisa von Trapp : Frédérique Cyr-Deschênes (2010 à 2012), Anne-Justine Guestier (2010 - 2011), Frédérique Mousseau (2011 - 2012), Audrey-Louise Beauséjour (2013 - 2014)
- Kurt von Trapp : Marco Bocchicchio (2010 - 2011), Jean-Christophe Melançon (2010), Jacob Roberge (2011 - 2012), Josquin Beauchemin (2013 -2014)
- Brigitta von Trapp : Frédérique Mousseau (2010), Ariane Tchang-Poirier (2010), Audrey-Louise Beauséjour (2011 - 2012), Maude Cyr-Deschênes (2011), Éloïse Bisson (2013 - 2014)
- Martha von Trapp : Audrey-Louise Beauséjour (2010 - 2011), Alison Carrier (2010 à 2012), Romane-Frédérique Guay (2011 - 2012), Alexandra Sicard (2013 - 2014)
- Gretl von Trapp : Alexandra Sicard (2010 à 2012), Éloïse Bisson (2010 à 2012), Romane-Frédérique Guay (2010 - 2011), Catherine Sicard (2013 - 2014)

### 2012, Espagne, comédie musicale
Depuis 1962, la comédie musicale est en tournée en Espagne. Voici le site officiel: http://www.sonrisasylagrimas.com/

### 2013, Belgique, comédie musicale
La création se fera au Palais des beaux-arts de Charleroi du 19 au 22 décembre, sous la direction musicale de Patrick Leterme avec à la direction d'acteurs Xavier Elsen. Puis le spectacle poursuivra sa route au Cirque Royal les 28 et 29 décembre et enfin le 5 janvier au Forum de Liège.
17 musiciens formeront l'orchestre.
Distribution des personnages principaux :
- Maria Rainer : Fleur Mino
- Capitaine Georg von Trapp : Fabrice Pillet
- Mère Abbesse : Marie-Catherine Baclin
- Baronne Elsa Schraeder : Juliette Sarre
- Max Detweiler : Arnaud Delmotte
- Liesl : Jodie Devos
- Amiral von Schreiber et Franz : Michel Carcan
- Rolf Grüber : Damien Locqueneux

### 2013, États-Unis, comédie musicale télévisée
Le 5 décembre 2013, la chaîne américaine NBC propose une nouvelle production de la comédie musicale sous le titre :"The Sound of Music Live!". Avec dans les rôles principaux Carrie Underwood (Maria) et Stephen Moyer (Capitaine von Trapp), elle rassemble 18.4 millions de téléspectateurs ce qui représente la meilleure audience de la chaîne, un jeudi soir, depuis la diffusion du dernier épisode de la série "Urgences", en 2004.
Distribution des personnages principaux :
- Maria Rainer : Carrie Underwood
- Capitaine Georg von Trapp : Stephen Moyer
- Mère Abbesse : Audra McDonald
- Baronne Elsa Schraeder : Laura Benanti
- Max Detweiler : Christian Borle
- Rolf Grüber : Michael Campayno
- Brigitta von Trapp: Sophia Anne Caruso
- Gretl von Trapp: Peyton Ella
- Friedrich von Trapp: Michael Nigro
- Liesl von Trapp : Ariane Rinehart
- Marta von Trapp: Grace Rundhaug
- Louisa von Trapp: Ella Watts-Gorman
- Kurt von Trapp: Joe West

## Anecdotes

### Adaptations
- Lors de sa fuite, la véritable famille von Trapp se réfugia en Italie, et non en Suisse[19], avant de rejoindre les États-Unis.
- Beaucoup de gens croient que Edelweiss est une chanson populaire autrichienne, ou même l'hymne national. Elle a été écrite pour la comédie musicale, et est à peine connue en Autriche[20].

### Reprises
- En 1961, John Coltrane a sorti un album intitulé My Favorite Things où il a adapté cette chanson.
- Le groupe The New Swing Sextet a fait une version latin jazz avec un solo de xylophone de My Favorite Things.
- Dans le film Dancer in the Dark de Lars von Trier (octobre 2000), Björk chante sa version de My Favorite Things. Elle y répète également le rôle de Maria dans une comédie musicale d'un producteur amateur.
- Dans le film Baby-Sittor (2004), Seth Plummer (Max Thieriot) prend part à une production amateur de La Mélodie du bonheur.
- En 2006, Gwen Stefani reprend la tyrolienne The Lonely Goatherd sur Wind It Up.
- À la fin de 2011, Lea Michele, Amber Riley, Chris Colfer et Darren Criss reprennent My Favorite Things dans le cadre de la série musicale Glee.
- En 2020, la chanson Sixteen Going on Seventeen a été reprise par les acteurs Kiernan Shipka et Gavin Leatherwood dans un épisode de la seconde saison de la série télévisée Les Nouvelles Aventures de Sabrina.